# Departementale wegen in Frankrijk

Wegschild van een departementale weg

De departementale wegen van Frankrijk (Frans: Routes départementales) vormen een wegennet met wegen van regionaal belang in Frankrijk. De wegen worden beheerd door de departementen. Het uiterlijk van een departementale weg kan erg verschillen. Sommige wegen zijn uitgebouwd tot autosnelweg, zoals de D2701 in Loiret, terwijl andere niet veel breder zijn dan een landweg, zoals de D43 in Aude.
De departementale wegen worden aangegeven met een geel wegschildje. Op dit schildje staat in zwarte letters het prefix D en het nummer van de weg. De wegnummering is per departement geregeld. Daardoor veranderen de nummers bij de grens van een departement en kan een nummer als D1 in elk departement voorkomen voor een andere weg.

## Geschiedenis
De departementale wegen zijn in 1813 gecreëerd, twee jaar na de eerste routes impériales. In 1930 zijn veel belangrijke wegen overgedragen aan de staat. Deze wegen gingen verder als nationale wegen. Vanaf de jaren zeventig is de trend omgekeerd. Bij de eerste decentralisatie van 1972 werden veel wegen van regionaal belang overgedragen aan de departementen. In 2006 zijn ook alle nationale wegen die parallel aan een autosnelweg liggen overgedragen.
Vanaf de jaren 2010 werden in diverse Franse metropolen departementale wegen vervangen door grootstedelijke wegen (Routes métropolitaines).